# Stephen Lynch
Stephen Andrew Lynch, född 28 juli 1971 i Abington, Pennsylvania, är en amerikansk musiker, skådespelare och komiker som bland annat gjort sig känd för sångtexter som är avsedda att vara skämtsamma, fyndiga och sexuellt laddade. Som skådespelare har han även blivit Tony Award-nominerad.

## Biografi
Lynch föddes i Abington, Pennsylvania och växte upp i förorterna till Saginaw, Michigan. Efter studier på Western Michigan University examinerades han med en Bachelor of arts (fil. kand) med huvudämnet drama 1993 och under studietiden lärde han sig även att spela gitarr.
Som barn spelade Lynch en del amatörteater och under studietiden – både på gymnasiet (high school) och universitetet – deltog han i uppsättningar av musikaler. Mer erfarenhet av musikaler fick han senare genom deltagende i sommarteater (s.k. summer stock theater)
Enligt Stephen Lynch själv är han musiker i första hand och komiker i andra hand och han anger kompositörer som Paul Simon och Joni Mitchell som inspirationskällor snarare än komiker.
Hans största inspirationskälla var mockumentären This Is Spinal Tap, vilken var avgörande i hans karriärval.
Stephen Lynch har även medverkat i musikalen The Wedding Singer som Robbie Hart.

## Diskografi
Studioalbum
- A Little Bit Special (2000)
- 3 Ballons (2009)

Livealbum
- Superhero (2003)
- The Craig Machine (2005)
- Lion (live & studio) (2012)

Samlingsalbum
- Cleanest Hits (Samlingsalbum med ett urval, dock utan "stötande" språk)

Video
- Live at the El Rey (DVD) (2004)[9]

Demo
- Half A Man

Annat
- Live At XM Studios (Livekonsert som enbart finns på XM Comedy channel och där inga CD-släpp är planerade)
- The Wedding Singer (Inspelning från broadway-uppsättningen av The Wedding Singer där Stephen Lynch spelar rollen som wedding singer. Släppt 6 juni 2006)